# Vakkasaari (ö i Pieksämäki)
Vakkasaari är en ö i Finland. Den ligger i sjön Kangasjärvi och i kommunen Jockas i den ekonomiska regionen  Pieksämäki ekonomiska region  och landskapet Södra Savolax, i den södra delen av landet, 240 km nordost om huvudstaden Helsingfors. Öns area är 0,2 hektar och dess största längd är 100 meter i sydöst-nordvästlig riktning.